# العلاقات الإماراتية النرويجية
العلاقات الإماراتية النرويجية هي العلاقات الثنائية التي تجمع بين الإمارات العربية المتحدة والنرويج.

## مقارنة بين البلدين
هذه مقارنة عامة ومرجعية للدولتين:
| وجه المقارنة                                              | الإمارات العربية المتحدة | النرويج                                                   |
| --------------------------------------------------------- | ------------------------ | --------------------------------------------------------- |
| المساحة (كم2)                                             | 83.60 ألف                | 385.21 ألف                                                |
| عدد السكان (نسمة)                                         | 9.40 مليون               | 5.33 مليون                                                |
| الكثافة السكانية (ن./كم²)                                 | 112.44                   | 13.84                                                     |
| العاصمة                                                   | أبو ظبي                  | أوسلو                                                     |
| اللغة الرسمية                                             | اللغة العربية            | بوكمول، لغات السامي، نينوشك، اللغة النرويجية              |
| العملة                                                    | درهم إماراتي             | كرونة نروجية                                              |
| الناتج المحلي الإجمالي (بليون دولار)                      | 382.58 مليار             | 398.83 مليار                                              |
| الناتج المحلي الإجمالي (تعادل القوة الشرائية) بليون دولار | 640.72 مليار             | 322.23 مليار                                              |
| الناتج المحلي الإجمالي الاسمي للفرد دولار أمريكي          | 40.44 ألف                | 74.40 ألف                                                 |
| الناتج المحلي الإجمالي للفرد دولار أمريكي                 | 67.67 ألف                | 65.61 ألف                                                 |
| مؤشر التنمية البشرية                                      | 0.835                    | 0.944                                                     |
| رمز المكالمات الدولي                                      | +971                     | +47                                                       |
| رمز الإنترنت                                              | .ae، .امارات             | .no                                                       |
| المنطقة الزمنية                                           | ت ع م+04:00              | ت ع م+01:00، ت ع م+02:00، توقيت وسط أوروبا، أوروبا/أوسلو ‏ |

## منظمات دولية مشتركة
يشترك البلدان في عضوية مجموعة من المنظمات الدولية، منها:
| علم المنظمة | اسم المنظمة                               | تاريخ انضمام الإمارات العربية المتحدة | تاريخ انضمام النرويج |
| ----------- | ----------------------------------------- | ------------------------------------- | -------------------- |
|             | مؤسسة التنمية الدولية                     | 23 ديسمبر 1981                        | 24 سبتمبر 1960       |
|             | يونسكو                                    | 20 أبريل 1972                         | 4 نوفمبر 1946        |
|             | وكالة ضمان الاستثمار متعدد الأطراف        | 20 أكتوبر 1993                        | 9 أغسطس 1989         |
|             | الأمم المتحدة                             | 9 ديسمبر 1971                         | 27 نوفمبر 1945       |
|             | الفريق المعني برصد الأرض                  | ?                                     | ?                    |
|             | الاتحاد البريدي العالمي                   | ?                                     | ?                    |
|             | البنك الدولي للإنشاء والتعمير             | 22 سبتمبر 1972                        | 27 ديسمبر 1945       |
|             | المنظمة الهيدروغرافية الدولية             | ?                                     | ?                    |
|             | الاتحاد الدولي للاتصالات                  | 27 يونيو 1972                         | 1866                 |
|             | منظمة حظر الأسلحة الكيميائية              | ?                                     | ?                    |
|             | مؤسسة التمويل الدولية                     | 30 سبتمبر 1977                        | 20 يوليو 1956        |
|             | المركز الدولي لتسوية المنازعات الاستشارية | 22 يناير 1982                         | 15 سبتمبر 1967       |
|             | منظمة التجارة العالمية                    | ?                                     | 1995                 |
|             | منظمة الشرطة الجنائية الدولية             | ?                                     | ?                    |
|             | البنك الإفريقي للتنمية                    | ?                                     | 1963                 |

## أعلام
هذه قائمة لبعض الشخصيات التي تربطها علاقات بالبلدين:
- سعيد محمد الشامسي (دبلوماسي إماراتي)

## وصلات خارجية
- موقع وزارة الخارجية الإماراتية
- موقع وزارة الخارجية النرويجية